# Związek Ewangelicznych Chrześcijan
Związek Ewangelicznych Chrześcijan – polska chrześcijańska wspólnota o charakterze ewangelikalnym, powstała w wyniku dziewiętnastowiecznego ruchu przebudzeniowego w Rosji skupionego wokół Iwana Prochanowa.

## Historia
Zaistnienie Związku na ziemiach polskich wiąże się z przenikaniem do kraju idei ruchu ewangelicznych chrześcijan w Rosji, głoszącego konieczność powrotu do nauki apostolskiej pierwszego wieku, zapisanej w Nowym Testamencie.
W 1908 roku zaczęto organizować pierwsze nabożeństwa ewangelicznych chrześcijan na ziemiach polskich, a w 1909 roku powstał w Kowlu pierwszy zbór. W 1923 Związek Ewangelicznych Chrześcijan połączył się ze Związkiem Zborów Słowiańskich Baptystów i utworzył wspólny Związek Słowiańskich Zborów Ewangelicznych Chrześcijan i Baptystów. Podmiot ten uzyskał legalizację w Ministerstwie Wyznań Religijnych i Oświecenia Publicznego, co nie było jednak tożsame z uznaniem prawnym. Baptyści opuścili wkrótce tę wspólnotę. Mimo to ewangeliczni chrześcijanie prowadzili ożywioną działalność ewangelizacyjną wśród młodzieży, służbę muzyczną, charytatywną i wydawniczą. W okresie międzywojennym Związek liczył 131 zborów, 1223 placówki i stacje misyjne, 18,5 tysiąca członków (27 tysięcy włączając dzieci), 112 chórów, 2 sierocińce i 1 szkołę biblijną. Jego przywódcą był m.in. Ludwik Szenderowski junior.
W czasie okupacji hitlerowskiej na terenie Generalnego Gubernatorstwa ewangeliczni chrześcijanie wchodzili w skład Związku Nieniemieckich Ewangelicko-Wolnokościelnych Zborów (baptystów).
Po II wojnie światowej większość zborów znalazła się za wschodnimi granicami Polski. Początkowo zbory ewangelicznych chrześcijan wchodziły w skład powstałego w 1945 r. Polskiego Kościoła Chrześcijan Ewangelicznych Chrześcijan Baptystów, lecz szybko go opuściły wraz z innymi nie-baptystami. W 1947 m.in. z ich inicjatywy utworzono Zjednoczony Kościół Ewangeliczny (ZKE), do którego przyłączyły się cztery inne konfesje o charakterze ewangelikalnym (dwie z nich w roku 1953), tworząc największy w Polsce ewangelikalny Kościół protestancki. Czołowym działaczem Ugrupowania Ewangelicznych Chrześcijan w ZKE był Kazimierz Muranty.
W 1988 roku nastąpił rozpad ZKE, a wchodzące w jego skład środowiska konfesyjne utworzyły odrębne Kościoły. Z ugrupowania ewangelicznych chrześcijan powstał Kościół Ewangelicznych Chrześcijan w RP wpisany w 1988 roku do rejestru kościołów i innych związków wyznaniowych pod nr 27. Liczy on ponad 2000 wiernych, 56 duchownych, 52 zbory i placówek. Posiada 38 kaplic i domów modlitwy.